# الخدرة (السدة)

تعديل مصدري - تعديل

الخدرة هي إحدى قرى عزلة التويتي بمديرية السدة التابعة لمحافظة إب، بلغ تعداد سكانها 461 نسمة حسب تعداد اليمن لعام 2004.